# Unité urbaine d'Allevard
L'unité urbaine d'Allevard est une unité urbaine française centrée sur les communes d'Allevard, de Crêts en Belledonne et de Valgelon-La Rochette, dans les départements de l'Isère et de la Savoie en région Auvergne-Rhône-Alpes.

## Données générales
Dans le zonage réalisé par l'Insee en 2010, l'unité urbaine était composée de neuf communes, réparties sur deux départements, l'Isère et la Savoie, ce qui en fait une unité urbaine inter-départementale.
Dans le nouveau zonage réalisé en 2020, elle est composée des neuf mêmes communes.
Le tableau suivant détaille la place de l'unité urbaine (2020) dans chacun des départements de l'Isère et de la Savoie :
| Département | Communes | Communes (%) | Superficie (km²) | Superficie (%) | Population (2020) | Population (%) |
| ----------- | -------- | ------------ | ---------------- | -------------- | ----------------- | -------------- |
| Isère       | 3        | 0,6          | 87,14            | 1,17           | 7 947             | 0,62           |
| Savoie      | 6        | 2,2          | 55,25            | 0,92           | 6 640             | 1,51           |
| Total       | 9        |              | 142,39           |                | 14 587            |                |

## Composition 2020 de l'unité urbaine
Elle est composée des neuf communes suivantes :
| Nom                     | Code Insee | Département | Statut       | Superficie (km2) | Population (dernière pop. légale) | Densité (hab./km2) | Modifier                                    |
| ----------------------- | ---------- | ----------- | ------------ | ---------------- | --------------------------------- | ------------------ | ------------------------------------------- |
| Allevard                | 38006      | Isère       | ville-centre | 25,63            | 3 962 (2022)                      | 155                | modifier les données · modifier les données |
| Crêts en Belledonne     | 38439      | Isère       | ville-centre | 33,80            | 3 430 (2022)                      | 101                | modifier les données · modifier les données |
| Valgelon-La Rochette    | 73215      | Savoie      | ville-centre | 7,36             | 4 185 (2022)                      | 569                | modifier les données · modifier les données |
| Arvillard               | 73021      | Savoie      | banlieue     | 29,28            | 849 (2022)                        | 29                 | modifier les données · modifier les données |
| La Chapelle-du-Bard     | 38078      | Isère       | banlieue     | 27,71            | 536 (2022)                        | 19                 | modifier les données · modifier les données |
| La Croix-de-la-Rochette | 73095      | Savoie      | banlieue     | 3,04             | 382 (2022)                        | 126                | modifier les données · modifier les données |
| Détrier                 | 73099      | Savoie      | banlieue     | 2,25             | 431 (2022)                        | 192                | modifier les données · modifier les données |
| Presle                  | 73207      | Savoie      | banlieue     | 11,58            | 434 (2022)                        | 37                 | modifier les données · modifier les données |
| Rotherens               | 73217      | Savoie      | banlieue     | 1,74             | 375 (2022)                        | 216                | modifier les données · modifier les données |

## Évolution démographique
| 1968  | 1975  | 1982  | 1990   | 1999   | 2009   | 2014   | 2020   |
| ----- | ----- | ----- | ------ | ------ | ------ | ------ | ------ |
| 9 777 | 9 888 | 9 699 | 10 264 | 11 218 | 13 505 | 14 514 | 14 587 |

#### Données générales
- Unité urbaine
- Aire d'attraction d'une ville
- Aire urbaine (France)
- Liste des unités urbaines de France

#### Données démographiques en rapport avec l'unité urbaine d'Allevard
- Aire d'attraction de Grenoble
- Aire d'attraction de Valgelon-La Rochette
- Arrondissement de Chambéry
- Arrondissement de Grenoble

#### Données démographiques en rapport avec l'Isère et la Savoie
- Démographie de l'Isère
- Démographie de la Savoie